# Ушановський сільський округ
Уша́новський сільський округ (каз. Ушаново ауылдық округі, рос. Ушановский сельский округ) — адміністративна одиниця у складі Глибоківського району Східноказахстанської області Казахстану. Адміністративний центр — село Ушаново.
Населення — 2577 осіб (2021; 2759 у 2009, 2108 у 1999, 2384 у 1989).
Станом на 1989 рік існувала Ушановська сільська рада (села Каменний Кар'єр, Комсомольське, Степне, Ушаново). Станом на 1999 рік територія округу входила до складу Бобровського сільського округу.

## Склад
До складу округу входять такі населені пункти:
| Населений пункт       | Старі назви | Населення, осіб (1989) | Населення, осіб (1999) | Населення, осіб (2009) | Населення, осіб (2021) |
| --------------------- | ----------- | ---------------------- | ---------------------- | ---------------------- | ---------------------- |
| Каменний Кар'єр, село | -           | 296                    | 242                    | 331                    | 261                    |
| Комсомольське, село   | -           | 99                     | -                      | -                      | -                      |
| Степне, село          | -           | 661                    | 611                    | 903                    | 698                    |
| Ушаново, село         | -           | 1328                   | 1255                   | 1525                   | 1618                   |